# オイゲン・フォン・クニリング
オイゲン・リッター（騎士）・フォン・クニリング（Eugen Ritter von Knilling、1865年8月1日 - 1927年10月20日）は、ドイツの政治家。所属政党はバイエルン人民党 (BVP)。1922年から1924年までバイエルン州首相を務め、その任期中にミュンヘン一揆が発生した。

## 来歴
バイエルン王国のミュンヘンに生まれる。ドイツ帝国時代はバイエルン王国文化相を務め、ヴァイマル共和政下の1922年から1924年までバイエルン州首相を務めた。その任期中にはハイパーインフレーションが亢進し、また中央政府と州政府との間に激しい対立が発生した。1923年秋、中央政府のグスタフ・シュトレーゼマン内閣はフランス軍によるルール地方占領に対する受動的抵抗の終了を宣言したが、クニリングのバイエルン州政府はそれに反対して非常事態宣言を発令し、グスタフ・フォン・カールを州総督に任命して独裁的権限を与えた。そのような状況下で発生したのがミュンヘン一揆であった。
1924年5月の州議会選挙に敗れ、州首相を辞任した。ミュンヘンで死去した。